# 에프킬라
에프킬라(F-Killer)는 에쓰시존슨코리아의 파리, 모기 살충제 상표 이름이다.

## 역사
원래 에프킬라는 까스명수와 쓸기담으로 유명한 삼성제약의 유명한 살충제 상표였고 SC Johnson의 한국현지법인인 에쓰시존슨코리아은 레이드(Raid)라는 상표를 사용하였으나 삼성제약의 에프킬라 상표에 대한 일반인의 인식이 강력하여 한국존슨은 시장점유율을 올리지 못하였다. 그래서 한국존슨은 에프킬라 상표의 매입을 시도하였고 삼성제약은 1998년 상표와 공장을 한국존슨에 387억원에 매각하였다. 이후 한국존슨은 살충제 시장점유율 1위를 달성하였으며 레이드와의 경쟁에서 벗어난 에프킬라는 레이드와 함께 한국존슨의 살충제 상표로 알려져 있다. 2004년, 삼성제약은 6년 만에 살충제 시장에 다시 진출하여, 삼성제약만의 독자적인 살충제 브랜드인 킬라(Killer | 삼성킬라)라는 상표를 사용 중이다. 2011년에는 한국존슨이 레이드의 기술력으로 개발한 에프킬라레이드(F-Killer Raid)를 출시하였다. 현재까지는 레이드의 상표를 이용하여 에프킬라 상표를 재탄생시켰다.